# Wereldkampioenschap schaken 2013

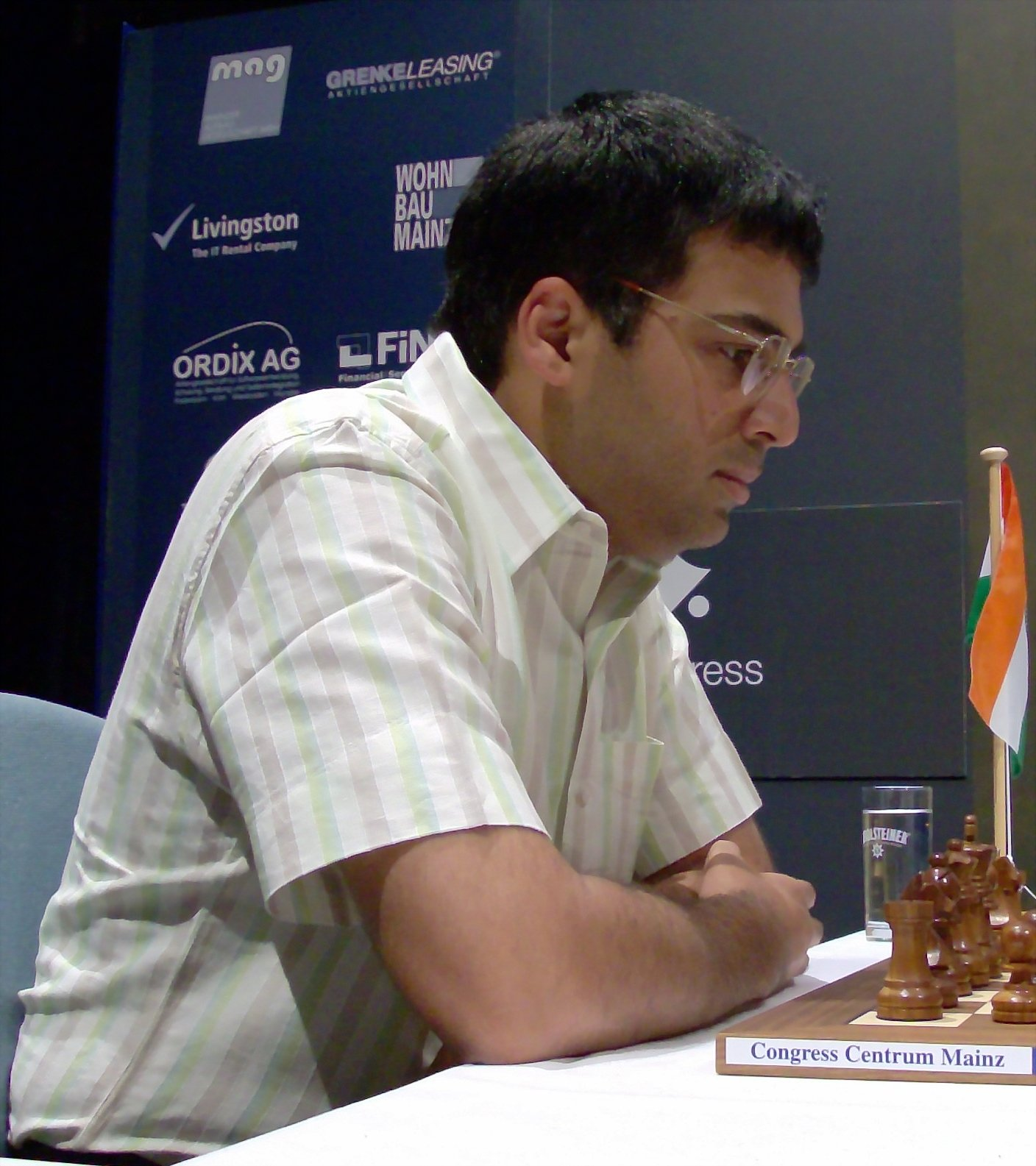
Viswanathan Anand was de uittredend kampioen.

Het wereldkampioenschap schaken 2013 was een match tussen regerend wereldkampioen Viswanathan Anand (1969) en uitdager Magnus Carlsen (1990).
Anand werd wereldkampioen in een toernooi in 2007. Hij verdedigde de titel achtereenvolgens tegen Vladimir Kramnik (2008), Veselin Topalov (2010) en Boris Gelfand (2012); Carlsen won het kandidatentoernooi in Londen. De match tegen Anand was gepland van 9 tot 28 november 2013 in Chennai. Nadat reeds op 22 november de beslissing was gevallen mocht Magnus Carlsen zich de nieuwe wereldkampioen noemen. Carlsen wist in tien partijen (zeven remises en drie overwinningen) de wereldtitel te veroveren en werd op 22-jarige leeftijd op Garry Kasparov na de jongste wereldkampioen schaken. Die was 22 jaar en bijna zeven maanden toen hij in november 1985 in Moskou Anatoli Karpov versloeg. Als wereldkampioen afkomstig uit West-Europa is hij de opvolger van Max Euwe.

## Kandidatentoernooi
Het kandidatentoernooi om de uitdager te bepalen vond plaats in Londen van 14 maart tot en met 2 april 2013. De deelnemers waren:
- Boris Gelfand, verliezer van de match om het wereldkampioenschap in 2012.
- Pjotr Svidler, Aleksandr Grisjtsjoek en Vasyl Ivantsjoek, de drie hoogst geëindigden in de FIDE Wereldbeker 2011.
- Magnus Carlsen, Vladimir Kramnik en Levon Aronian, de drie spelers met de hoogste gemiddelde rating tussen juli 2011 en januari 2012.
- Teimour Radjabov, uitgekozen door de organisatie.

De gedetailleerde uitslagen waren:
|   |             | 1   | 2   | 3   | 4   | 5   | 6   | 7   | 8   |    |
| 1 | Carlsen     | * * | ½ ½ | 1 0 | ½ ½ | 1 1 | 1 ½ | ½ 0 | ½ 1 | 8½ |
| 2 | Kramnik     | ½ ½ | * * | ½ 1 | ½ 1 | ½ ½ | ½ 1 | ½ 0 | ½ 1 | 8½ |
| 3 | Svidler     | 0 1 | ½ 0 | * * | ½ 1 | ½ ½ | ½ ½ | ½ 1 | 1 ½ | 8  |
| 4 | Aronian     | ½ ½ | ½ 0 | ½ 0 | * * | 1 0 | ½ ½ | 1 1 | 1 1 | 8  |
| 5 | Gelfand     | 0 0 | ½ ½ | ½ ½ | 0 1 | * * | ½ ½ | ½ ½ | ½ 1 | 6½ |
| 6 | Grisjtsjoek | 0 ½ | ½ 0 | ½ ½ | ½ ½ | ½ ½ | * * | ½ 1 | ½ ½ | 6½ |
| 7 | Ivantsjoek  | ½ 1 | ½ 1 | ½ 0 | 0 0 | ½ ½ | ½ 0 | * * | 0 1 | 6  |
| 8 | Radjabov    | ½ 0 | ½ 0 | 0 ½ | 0 0 | ½ 0 | ½ ½ | 1 0 | * * | 4  |

Carlsen en Kramnik eindigden gelijk wat betreft punten en ook de eerste tie-breakregel (het onderling resultaat) bood vanwege twee remises geen soelaas. Op grond van de tweede tie-breakregel, het grootste aantal winstpartijen, won Carlsen het toernooi.

## Match
De match tussen Anand en Carlsen vond plaats in het hotel Hyatt Regency Chennai in Chennai (Madras), India en was gepland van 9 tot en met 28 november. Twaalf partijen zouden worden gespeeld, met rustdagen na partij 2, 4, 6, 8, 10 en 11. Nadat Carlsen de wedstrijden 5, 6 en 9 gewonnen had, moest Anand drie partijen op rij winnen om een verlenging af te dwingen. Toen partij 10 in een remise eindigde, was de 22-jarige Noorse uitdager Magnus Carlsen de nieuwe wereldkampioen.
Alle wedstrijden waren via live te volgen via YouTube en de officiële website. Er was een livestream met beelden van Anand en Carlsen die van commentaar werden voorzien door schakers Sofia Polgar, Ramachandran Ramesh, Tania Sachdev en Lawrence Trent. Diverse andere grootmeesters reageerden via Twitter.
| Speler            | Rating | 1 9/11 | 2 10/11 | 3 12/11 | 4 13/11 | 5 15/11 | 6 16/11 | 7 18/11 | 8 19/11 | 9 21/11 | 10 22/11 | 11 24/11 | 12 26/11 | Totaal |
| ----------------- | ------ | ------ | ------- | ------- | ------- | ------- | ------- | ------- | ------- | ------- | -------- | -------- | -------- | ------ |
| Viswanathan Anand | 2775   | ½      | ½       | ½       | ½       | 0       | 0       | ½       | ½       | 0       | ½        | –        | –        | 3½     |
| Magnus Carlsen    | 2870   | ½      | ½       | ½       | ½       | 1       | 1       | ½       | ½       | 1       | ½        | –        | –        | 6½     |

### De match per partij
1. Carlsen opende het toernooi met 1. Pf3 die na enige zetten verwisselde naar een Neo-Grünfeldverdediging. Al na zestien zetten werd remise overeengekomen: ½–½.
2. Anand opende met 1. e4 en Carlsen antwoordde met de Caro-Kann-verdediging. Nadat Anand enigszins verrassend een dameruil accepteerde en niet besloot meer druk uit te oefenen, leidde dit in de 25e zet tot herhaling van zetten, remise: 1–1.
3. Carlsen opende opnieuw met 1. Pf3 en er ontstond een klassieke Réti-opening. Anand ging in het middenspel in de aanval. Nadat de aanval was gaan liggen bood hij Carlsen remise aan, de Noor weigerde maar na dameruil werd het alsnog remise: 1½–1½.
4. Carlsen koos met zwart voor de Berlijnse verdediging van het Spaans en kwam een pion voor. Door slim spel van Anand wist de Indiër met wit verlies te voorkomen. Opnieuw remise: 2–2.
5. Carlsen opende opnieuw met een voor hem ongebruikelijke zet, namelijk 1. c4. De opening veranderde in het geweigerd damegambiet waarin wit een pion won. Nadat Anand faalde een pion terug te pakken kon Carlsen nog een pion winnen wat hem de winst opleverde. Wit wint: 2–3 voor Carlsen.
6. Opnieuw koos Carlsen voor de Berlijnse verdediging en er leek een gelijk opgaand eindspel aan te komen. Anand offerde twee pionnen, waarna Carlsen hetzelfde deed en er een vrijpion aan over hield. Anand gaf snel op, zwart wint: 2–4 voor Carlsen.
7. Opnieuw openden de spelers met de Berlijnse verdediging. Anand ruilde zijn loper voor een paard maar Carlsen zat met een dubbelpion. Na zo'n dertig zetten ontstond een herhaling van zetten, remise: 2½–4½ voor Carlsen.
8. Carlsen opende voor het eerst met het voor hem gewone 1. e4 waarna voor de vierde keer in acht partijen de Berlijnse verdediging ontstond, voor het eerst met Carlsen met wit. In een solide, ietwat saai, middenspel kwam er een zeer symmetrische positie op het bord waar beide grootmeesters geen winst in zagen. Remise: 3–5 voor Carlsen.
9. In een Nimzo-Indische Sämischvariant speelde Anand goed en aanvallend met aanvalsmogelijkheden op de koningsvleugel. Carlsen verdedigde accuraat en ontwikkelde een tegenaanval op de damevleugel. Anand gaf zijn verdediging op om volledig voor mat te gaan en liet Carlsen zijn pion promoveren tot dame (27. ... b1=D†, zie diagram) waarna Anand had moeten antwoorden met 28. Lf1. Hij speelde echter 28. Pf1, een blunder want nu speelde Carlsen 28. ... De1, zodat hij na 29. Th4 (met matdreiging) zijn extra dame kon offeren tegen de toren. Anand zag zijn fout in en gaf op: 3–6 voor Carlsen.
10. Met drie punten achterstand moest "Vishy" de drie resterende wedstrijden winnen. Anand speelde (met zwart) de Siciliaanse opening die door Carlsen werd beantwoord met de Moskouervariant. Anand maakte enkele kleine fouten en kwam nooit in een winnende positie; Carlsen had misschien kunnen winnen, maar nam geen risico's, remise: 3½–6½, Carlsen wereldkampioen.